# 皎施镇区
皎施镇区為緬甸曼德勒省皎施縣的鎮區。2014年人口257,907人，區域面積1,872.7平方公里。該鎮下分104個村里。皎施為該鎮之首府。耶涯大壩則位在此鎮。